# Pardosa baoshanensis
Pardosa baoshanensis är en spindelart som beskrevs av Wang och Jiang-Ping Qiu 1991. Pardosa baoshanensis ingår i släktet Pardosa och familjen vargspindlar. Inga underarter finns listade i Catalogue of Life.